# Сила Сезама!
«Сила Сезама!» (англ. The Power of Shazam!) — десятый эпизод второго сезона американского мультсериала «Бэтмен: Отважный и смелый».

## Сюжет
Злобный учёный Савана со своими детьми устанавливает антенну на радиовышке, чтобы нарушить систему коммуникации на планете. Прибывает Бэтмен и сражается с ними. Билли Бэтсон из детдома слышит по радио эти новости и хочет пойти к нему на помощь в виде Капитана Марвела, но его не пускают хулиганы. Из-за них падает шкаф и воспитательница ругает мальчика. Когда она уходит, он превращается в Капитана Марвела и быстро убирается в комнате. После этого идёт помогать Бэтмену. Доктор Савана ловит его в ловушку и подстраивает, чтобы тот произнёс «Сезам». С помощью вышки он заполучает волшебную молнию и скрывается с детьми.
В лаборатории Савана использует молнию, чтобы вызвать Чёрного Адама из далёкой ссылки. Когда тот прибывает к ним, учёный не без труда договаривается с ним. На следующий день Чёрный Адам устраивает хаос, привлекая внимание Капитана Марвела и Бэтмена. Билли замечает на Адаме такой же знак как у него. Злодей по плану притворяется, что проигрывает, и убегает. Вместе с Саваной он следит за Билли и Бэтменом. Они направляются к волшебнику Сезаму за ответами. Сев на волшебный поезд, герои прибывают в пещеру, где Билли познакомился с волшебником. Он показывает Бэтмену статуи, олицетворяющие 7 смертных грехов (гордыня, зависть, жадность, ненависть, эгоизм, лень и несправедливость). Билли связывается с волшебником, и тот рассказывает им, что много тысяч лет назад в Древнем Египте хотел передать свою власть Адаму, но ошибся в его душе. Тот возжелал править на Земле один, и тогда волшебник изгнал его. В пещере появляются Адам и семья Саваны.
Когда Адам напал на волшебника, оказалось, что он общался из дома с помощью магии. Савана просит Адама открыть портал, ведущий к Скале Вечности, где живёт колдун. Чёрный Адам натравливает статуи 7 смертных грехов на Бэтмена и Билли, а сам направляется к волшебнику. Когда герои справляются со статуями, то также идут в логово Сезама. Пока Адам сражается с волшебником, Савана садится на его трон, желая стать поборником и заполучить суперсилу. Чёрный Адам замечает предательство, но Савана использует молнию Капитана Марвела, превращая первого в смертного человека, от чего он сразу старится на несколько тысяч лет. Савана обретает суперспособности и справляется с Капитаном Марвелом, а затем с Бэтменом. Однако Бэтмен заявляет, что Савана все ровно не победит волшебника Семаза. Учёный смеётся над оговоркой Бэтмена и поправляет его, что нужно говорить «Сезам». Молния лишает его суперсил, и Капитан Марвел вырубает Савану. После они замечают, что тело Адама исчезло. В детдоме Бэтмен приводит для Билли людей, которые готовы его усыновить. У их приёмной дочки он обнаруживает половину медальона, принадлежавшего их матери, как у себя, и понимает, что это его родная сестра.

## Роли озвучивали
- Дидрих Бадер — Бэтмен
- Джефф Беннетт — Капитан Марвел
- Джон Димаджио — Чёрный Адам
- Джим Пиддок — Доктор Савана / Волшебник Сезам
- Тара Стронг — Билли Бэтсон

## Отзывы
Дэн Филлипс из IGN поставил эпизоду оценку 8,5 из 10 и написал, что «особенность Капитана Марвела в том, что персонаж настолько чист и дружелюбен к детям по своей сути, что заставляет сценаристов соответствующим образом менять свой подход». Он продолжил, что «„Сила Сезама!“ больше ориентирована на детей, чем на взрослых, являющихся детьми в душе». Однако рецензент отметил, что «это скорее наблюдение, чем критика». В конце критик написал, что «с нетерпением ждёт встречи с Билли, Капитаном Марвелом, волшебником и семьёй Марвел в будущем».